# Majur (Farkaševac)
Majur je naseljeno mjesto u Republici Hrvatskoj u Zagrebačkoj županiji. 

## Etimologija
Iz mađarskoga jezika, major, imanje s poljima i gospodarskim zgradama.

## Zemljopis
Administrativno je u sastavu općine Farkaševac. Naselje se proteže na površini od 2,80 km².

## Stanovništvo
Prema popisu stanovništva iz 2001. godine u Majuru živi 112 stanovnika i to u 36 kućanstava. Gustoća naseljenosti iznosi 40 st./km².
| broj stanovnika | 118   | 110   | 112   | 128   | 141   | 175   | 164   | 167   | 182   | 186   | 180   | 134   | 131   | 117   | 112   | 112   | 97    |
|                 | 1857. | 1869. | 1880. | 1890. | 1900. | 1910. | 1921. | 1931. | 1948. | 1953. | 1961. | 1971. | 1981. | 1991. | 2001. | 2011. | 2021. |